# Zimmerius acer
Zimmerius acer là một loài chim trong họ Tyrannidae.